# Allora
Allora es un género de lepidópteros ditrisios de la subfamilia Coeliadinae  dentro de la familia Hesperiidae.

## Especies
- Allora doleschallii Felder, 1860
- Allora major (Rothschild, 1915)